# نیجیما، توکیو
نیجیما، توکیو (به لاتین: Niijima, Tokyo) یک منطقهٔ مسکونی در ژاپن است که در Ōshima Subprefecture واقع شده‌است. نیجیما ۲۷٫۵۴ کیلومتر مربع مساحت و ۲٬۶۹۷ نفر جمعیت دارد.